# 십자가

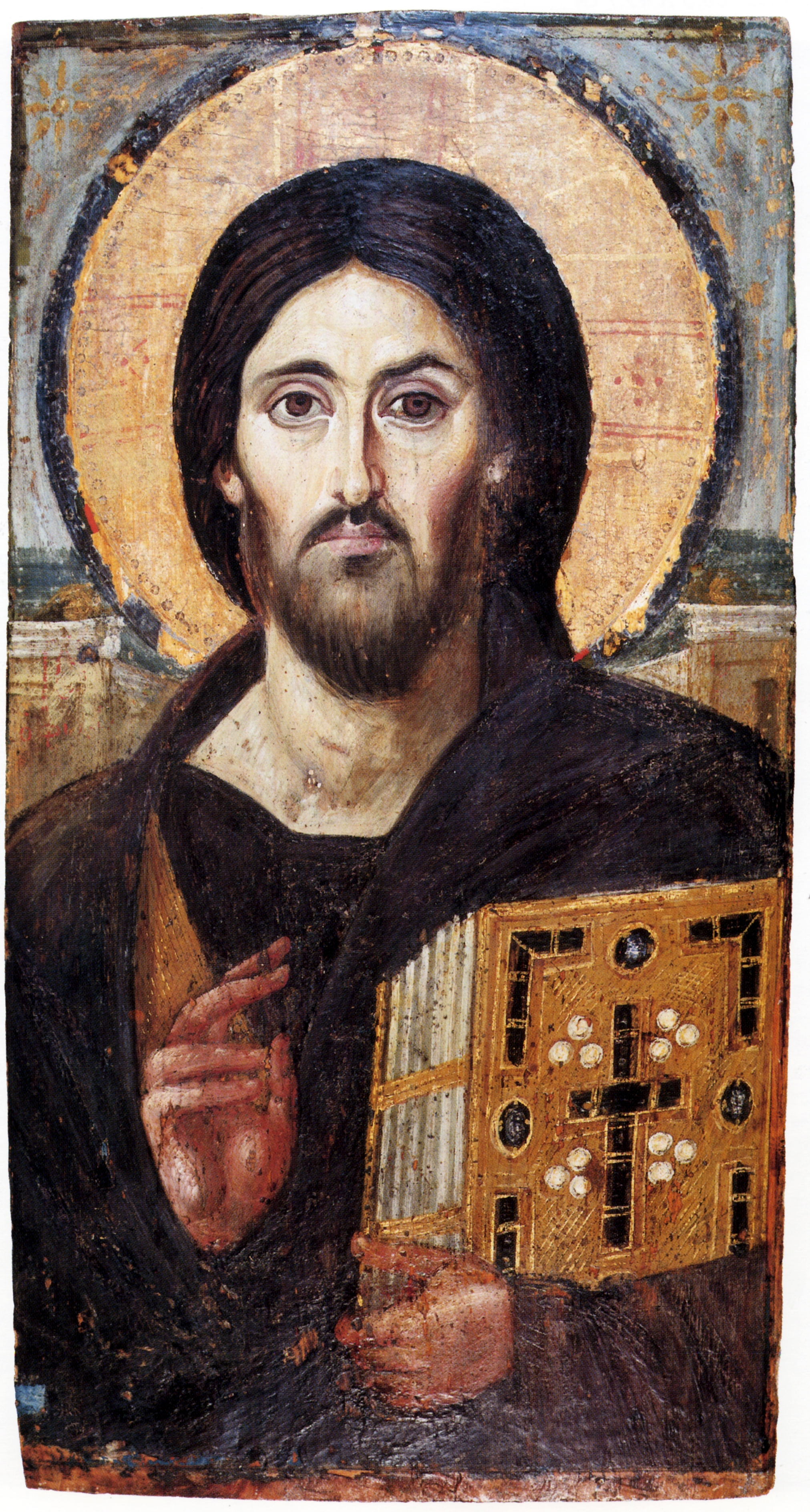
예수가 들고 있는 책의 십자가 (십자가는 하나님과 주님의 뜻이라는 의미)

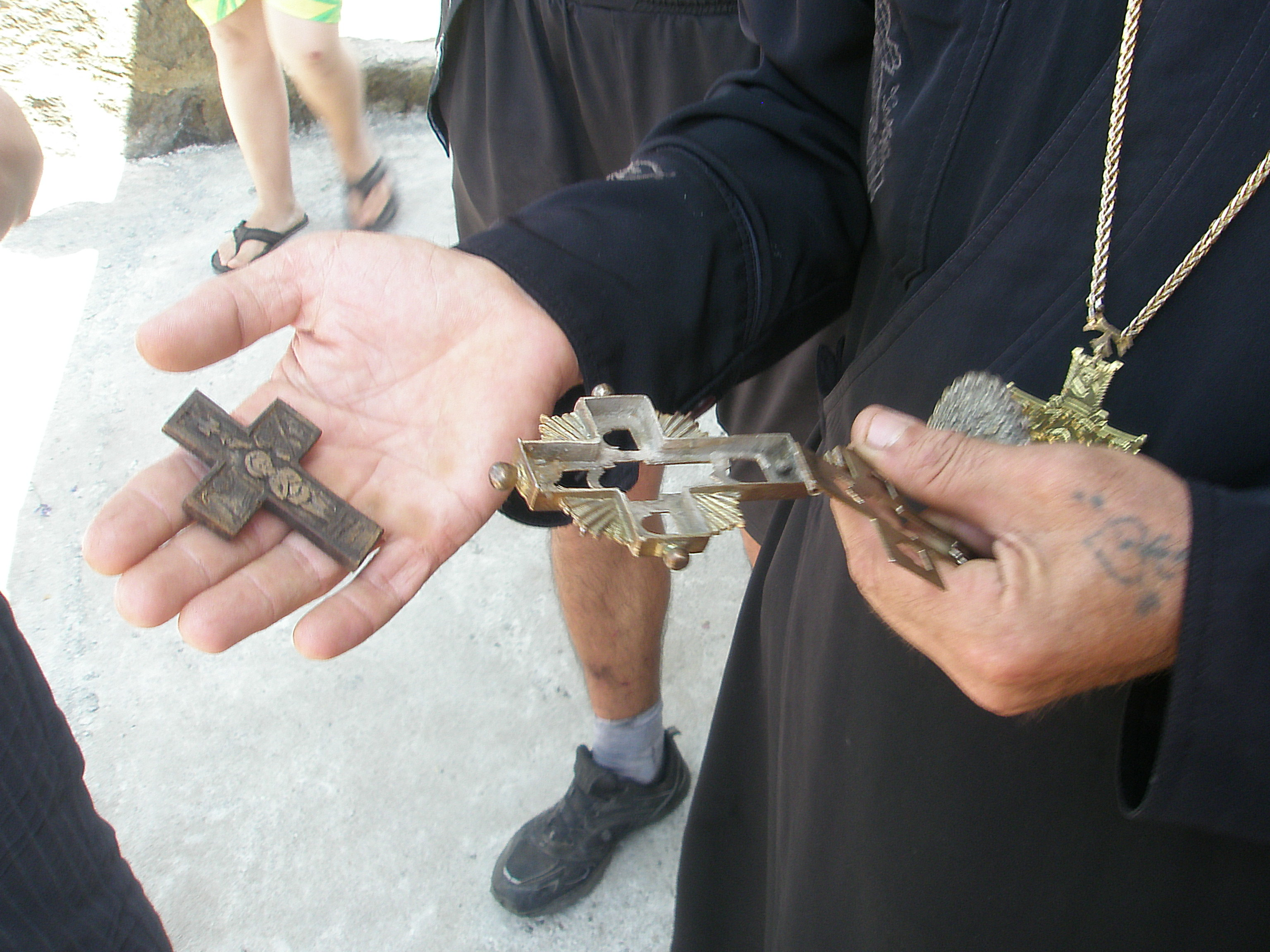
기독교 성직자가 착용하는 목걸이 형태의 십자가

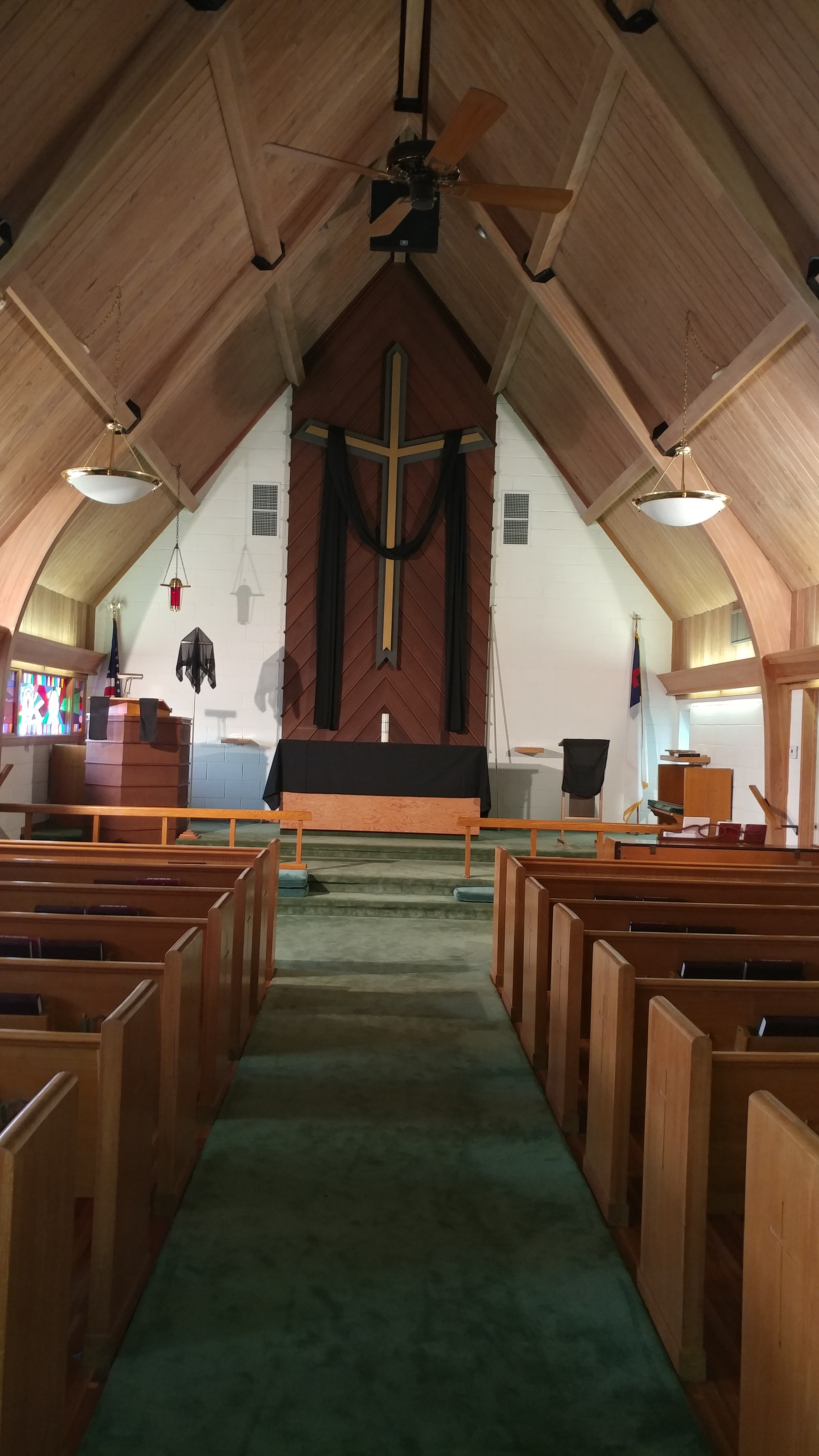
개신교회 예배당 내부의 십자가

십자가(十字架, 영어: Christian cross)는 고대부터 유래되었으며, 로마 제국에서는 십자가형(Cruxification)에 쓰이던 사형틀이었지만, 예수가 십자가형에 처해진 사건으로 인하여 그리스도의 대속적인 죽음을 생각케 하는 기독교의 유명한 상징이 되었다.
예수(주님)가 로마 제국에 의해 처형당했던 형틀인 십자가는, 기독교 상징으로 가장 잘 알려졌다. 기독교 내부에서도 다양한 십자가 형태가 있으며, 지역별로 교파별로도 사용하는 십자가의 형태가 다양하다.  
십자가의 기본 형태는 서방교회 지역에서 기본적으로 사용하는 가로와 세로 길이가 다른 라틴 십자가(✝)와 동방교회 지역에서 기본적으로 사용하는 가로와 세로 길이가 같은 그리스 십자가 (✚)가 있다. 그 외에도 수많은 변형 외에 부분적으로 타우 십자가, 쌍봉 십자가, 삼중 바 십자가, 크로스 앤 크로스, 크로스 몰린과 같은 고백적인 의미를 지닌 십자가도 있다. 

## 종류
십자가에는 그리스 십자가, X자 형태의 성 안드레아 십자가, T자 형태의 성 안토니우스 십자가(또는 완성형 십자가), 앵크 십자가, 라틴 십자가(또는 조립형 십자가), 십자고상 등의 다양한 종류가 있다.
이 중 성 안토니우스 십자가 또는 라틴 십자가는 예수의 십자가형에 사용되었을 것으로 추정되는 십자가이다.
| 그림 | 이름                                                  | 설명                                                                                          |
| ---- | ----------------------------------------------------- | --------------------------------------------------------------------------------------------- |
|      | 그리스 십자가                                         | 기독교 십자가 중에서 가장 유명한 것중 하나로, 좌우길이가 동일하다.                            |
|      | 라틴 십자가                                           | 기독교 십자가 중에서 가장 유명한 것중 하나로, 세로 길이가 좀 더 길다.                         |
|      | 정교회 십자가                                         |                                                                                               |
|      | 종주교 십자가                                         |                                                                                               |
|      | 로렌 십자                                             |                                                                                               |
|      | 구형 십자                                             |                                                                                               |
|      | 교황 십자가                                           |                                                                                               |
|      | 살렘 십자가                                           |                                                                                               |
|      | 스타우로그람                                          |                                                                                               |
|      | 카이 로/크리스몬/라바룸                               | 초창기 상징 중의 하나로, 희랍어 ΧΡΙΣΤΟΣ (흐리스또스)에서 그리스 문자 Χ, Ρ에서 따왔다고 한다.  |
|      | 고형 십자가                                           |                                                                                               |
|      | 예루살렘 십자가                                       | 십자군의 십자가로도 알려져 있으며, 예루살렘 왕국의 상징으로 쓰이기도 했다.                    |
|      | 링형 십자가                                           | 십자가에다 원을 넣은 변형의 일부로, 켈트 십자가도 이에 속한다.                                |
|      | 마라의 십자가                                         | 발트 신화에 속한 라트비아의 최고신 중 한 명인 마라를 상징하는 십자가.                         |
|      | 화살표 모양의 십자가                                  | 나치즘의 일부인 화살표 십자가                                                                 |
|      | 유럽에서 쓰였던 십자가(이외 자세한 내용 추가바람)     |                                                                                               |
|      | 구호기사단의 십자가                                   | 현재는 몰타 기사단의 상징                                                                     |
|      | 템플 기사단의 십자가 (기사수도회가 사용했던 십자가)   | 현재 유럽에서도 성전기사단의 십자가랑 별도로 언급되는 십자가                                  |
|      | 성전기사단과 근대 세기 나치가 사용했던 십자가         | 그 외 유럽에서 언급되는 십자가                                                                |
|      | 적십자(적십자회, 적십자지사)와 병원에서 쓰이는 십자가 |                                                                                               |
|      | 십자링형 십자가                                       | 십자가 화살표처럼 튀어나왔다. 링형 십자가와 많이 유사하다.                                    |
|      | 막대형 십자가                                         | 이 십자가는 현재 잘 쓰이지 않으나 무덤이나 인묘지에서 가끔 가다 볼 수 있다.                   |
|      | 황금여명회의 십자가                                   | 오각별에서 비롯된 무지개 색을 띤 십자가로 알려져 있다.                                        |
|      | 긋은선 평행 십자가                                    | 문자표나 아이콘에서 볼 수 있는 십자가이다. 이 십자가는 다른 십자가 들보다 인연이 많지는 않다. |

## 용도
기독교를 상징하는 상징물 이외에도 기독교도였던 고인의 추모용 묘비로 쓰기도 한다.

## 다양한 종교에서의 배격
그리스도인들은 십자가는 예수가 죽은 교수대라고 인정했지만 4세기에 기독교가 공인되면서 그것을 기독교의 상징으로 사용하기 시작했다. 그리고 보편교회 시기 십자 성호를 이마에 반복적으로 긋는 행동(위→아래→오른쪽→왼쪽)은 이미 기독교의 전통이 되었다. 교회 대분열 이후 서방교회에서 십자 성호 행동에 약간의 변화(위→아래→왼쪽→오른쪽)가 나타났고, 현재는 동방교회 전통의 성호와 서방교회 전통의 성호로 구별된다. 서방교회 종교 개혁 당시 마틴 루터는 십자가의 중요성을 강조했고 이로 인해 오늘날 루터교 예배와 개신교회의 중요한 특징으로 자리 잡게 되었다. 루터는 다음과 같이 말했다. "십자가 만이 우리의 신학입니다".
한편, 서방교회의 종교개혁 운동의 급진파의 활동이었던 성상 파괴 운동은 16세기 칼빈주의 급진파에서 일어난, 교회 내의 신성한 형상을 거부하는 운동이었다. 16세기 이후 개신교회에서는 십자가 상징 전통을 수용하였으며, 부활 신학을 강조하며 부활한 십자가 즉 예수의 고상이 없는 십자가를 선호하였고, 이는 현재 대부분의 개신교회의 십자가 상징의 전통이 되었다. 천주교에서도 근래에 와서 예수의 고상이 아닌 부활하는 예수상을 십자가에 넣기도 한다. 
일부 급진파 활동으로, 영국의 일부 지방에서는 십자가 앞에서 예배를 드리는 것에 대한 논쟁도 있었다. 예를 들어 16세기 성공회와 소수의 신학자들은 그들이 십자가 숭배라고 묘사한 기존의 관습을 거부했다. 그들은 십자가 숭배를 우상 숭배의 한 형태로 생각하여, 십자가라는 표징의 세례 시 사용 여부와 더불어 십자가의 대중적 사용에 관한 분쟁이 있었다. 이는 급진파 일부에서 일어난 현상이었으며 현재는 다양한 기독교의 교단에서 기독교의 상징으로 받아들인다.

## 사진

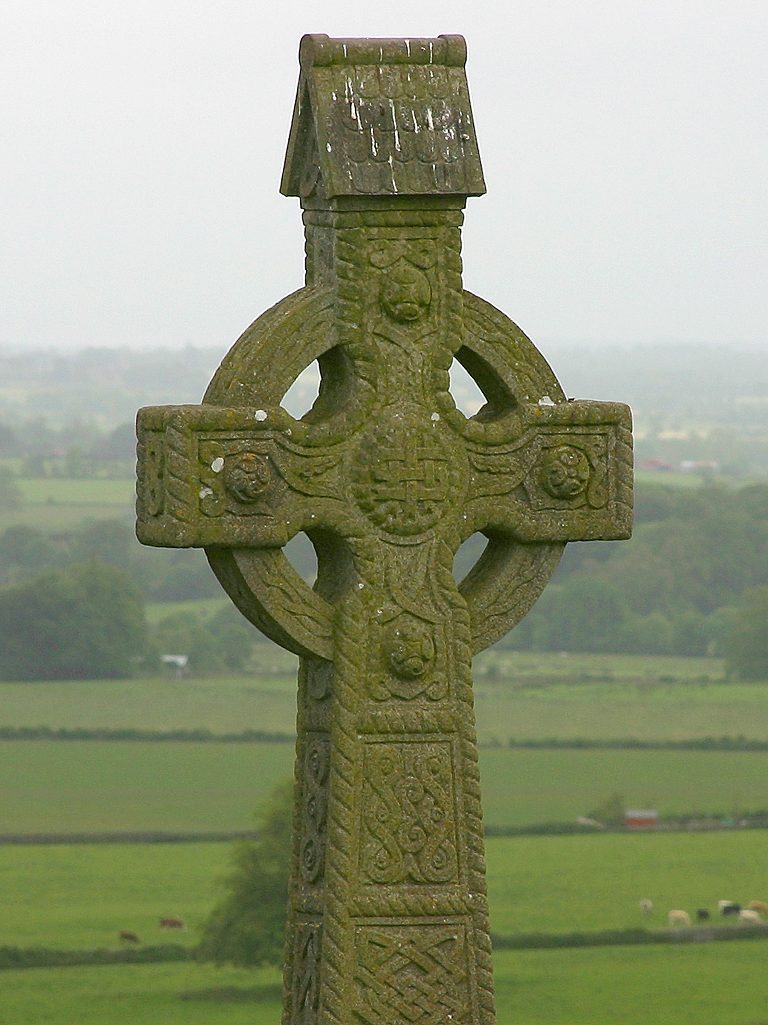
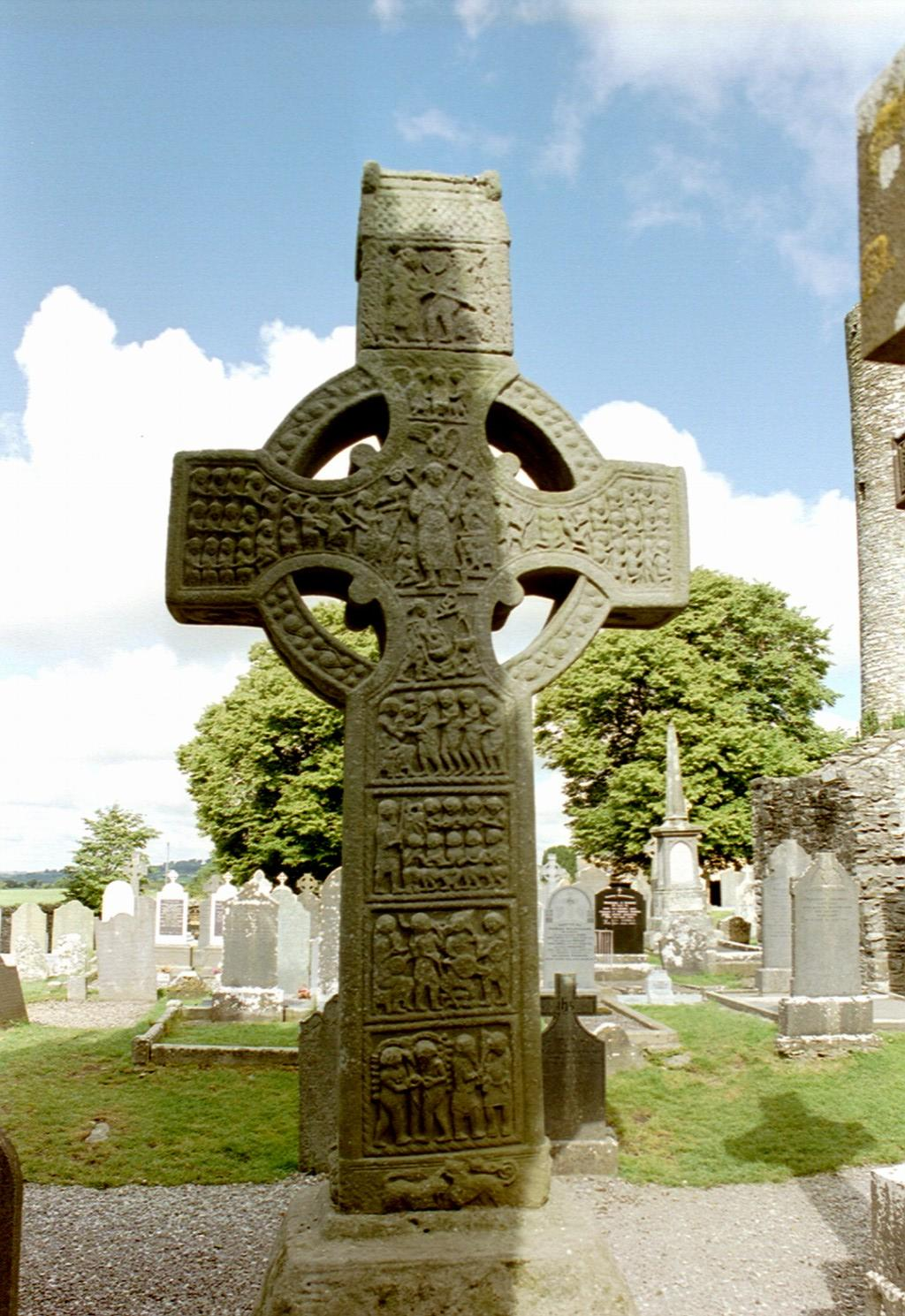
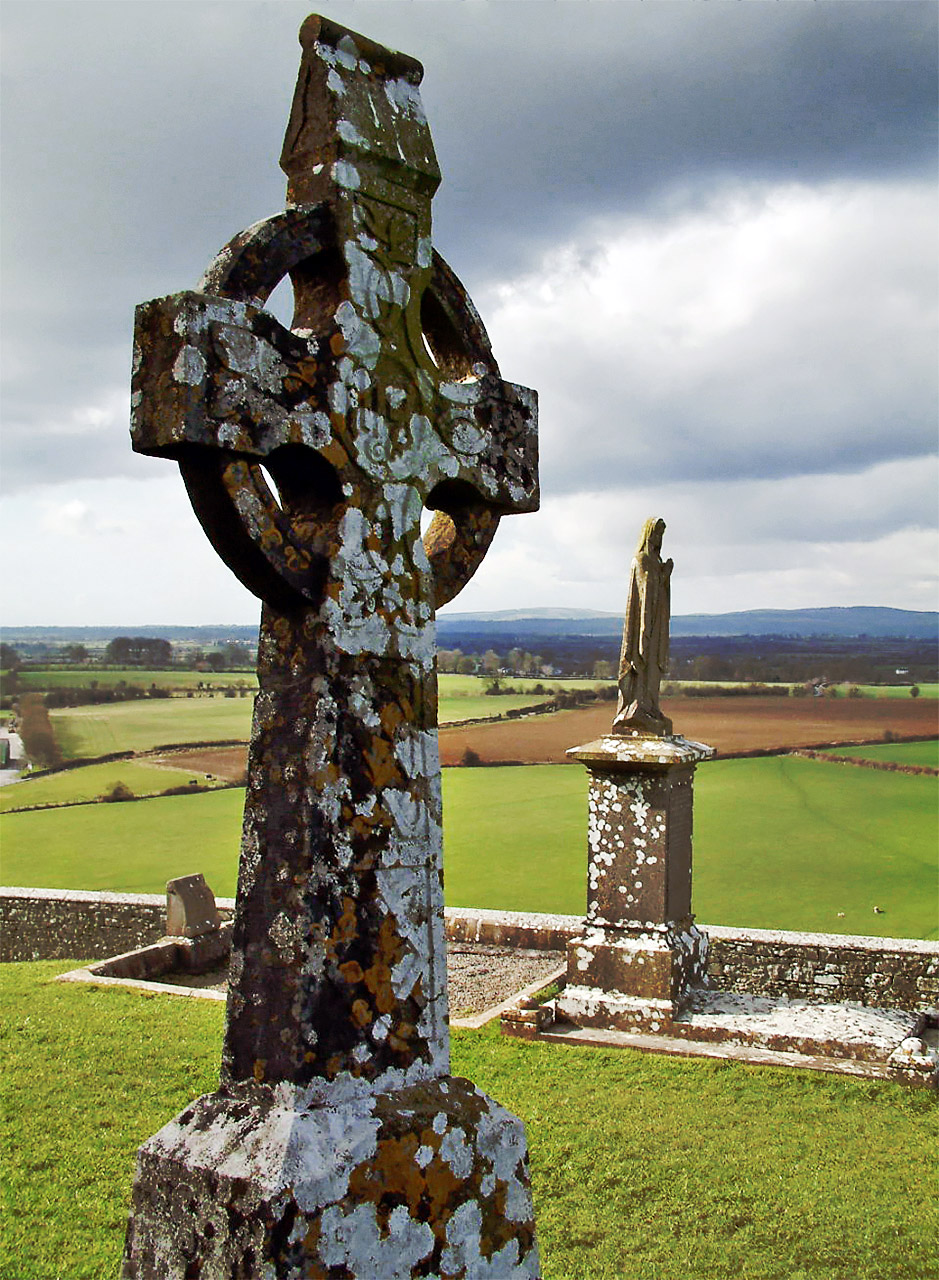
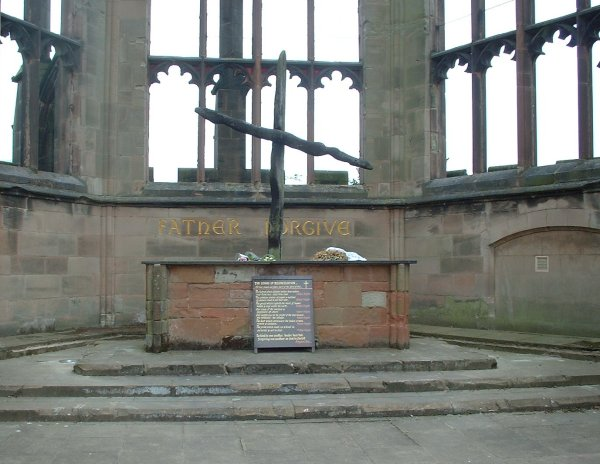
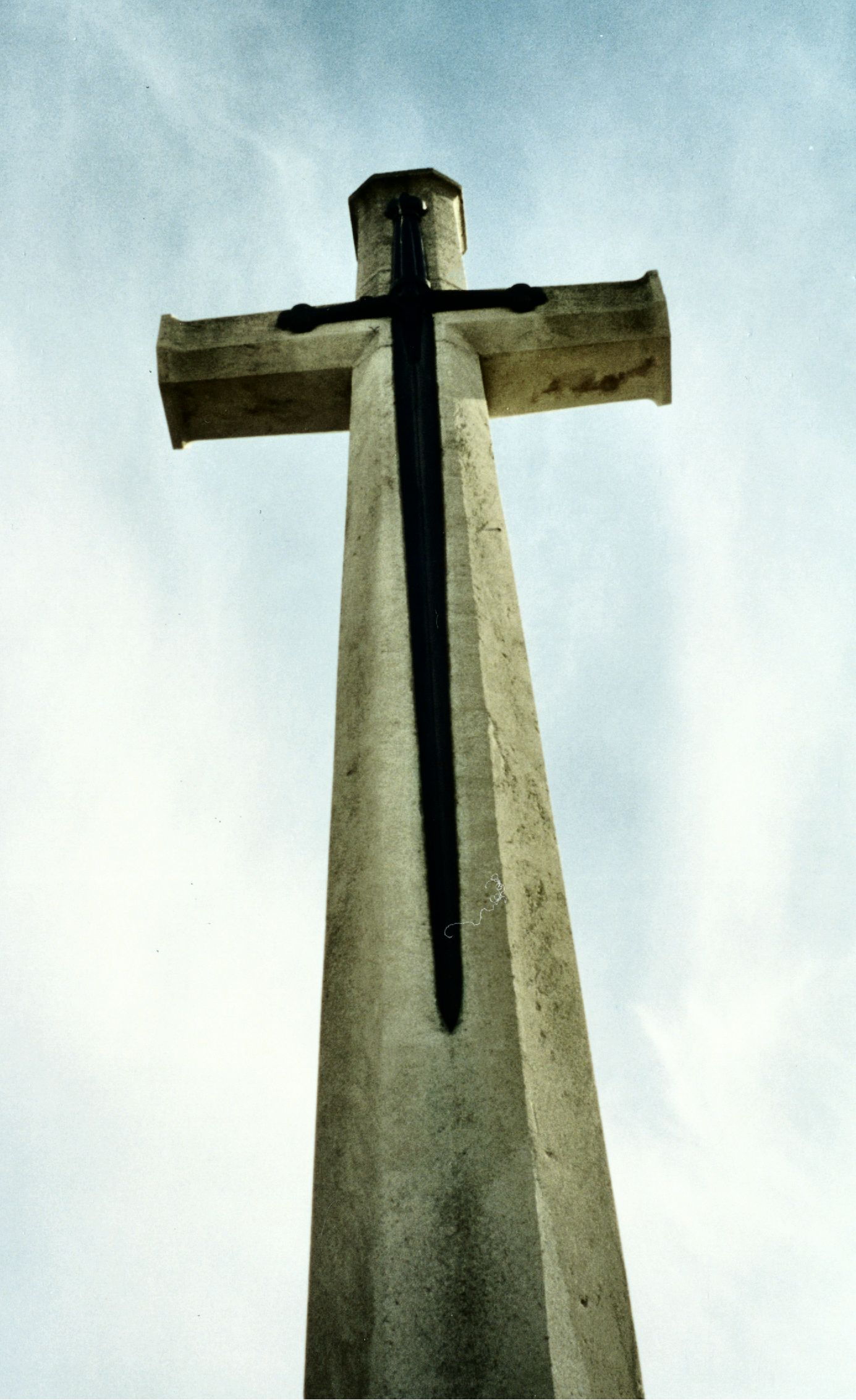
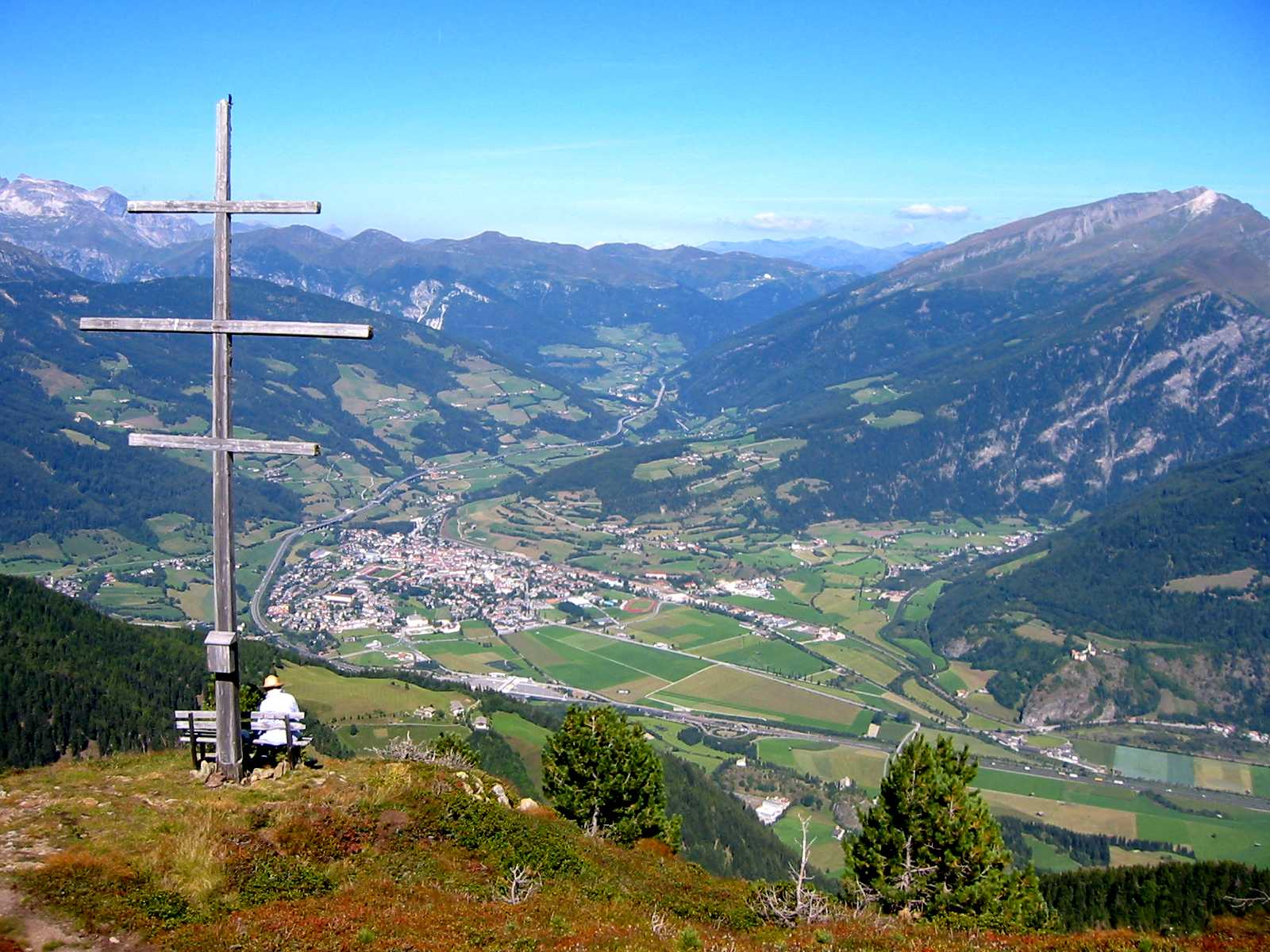
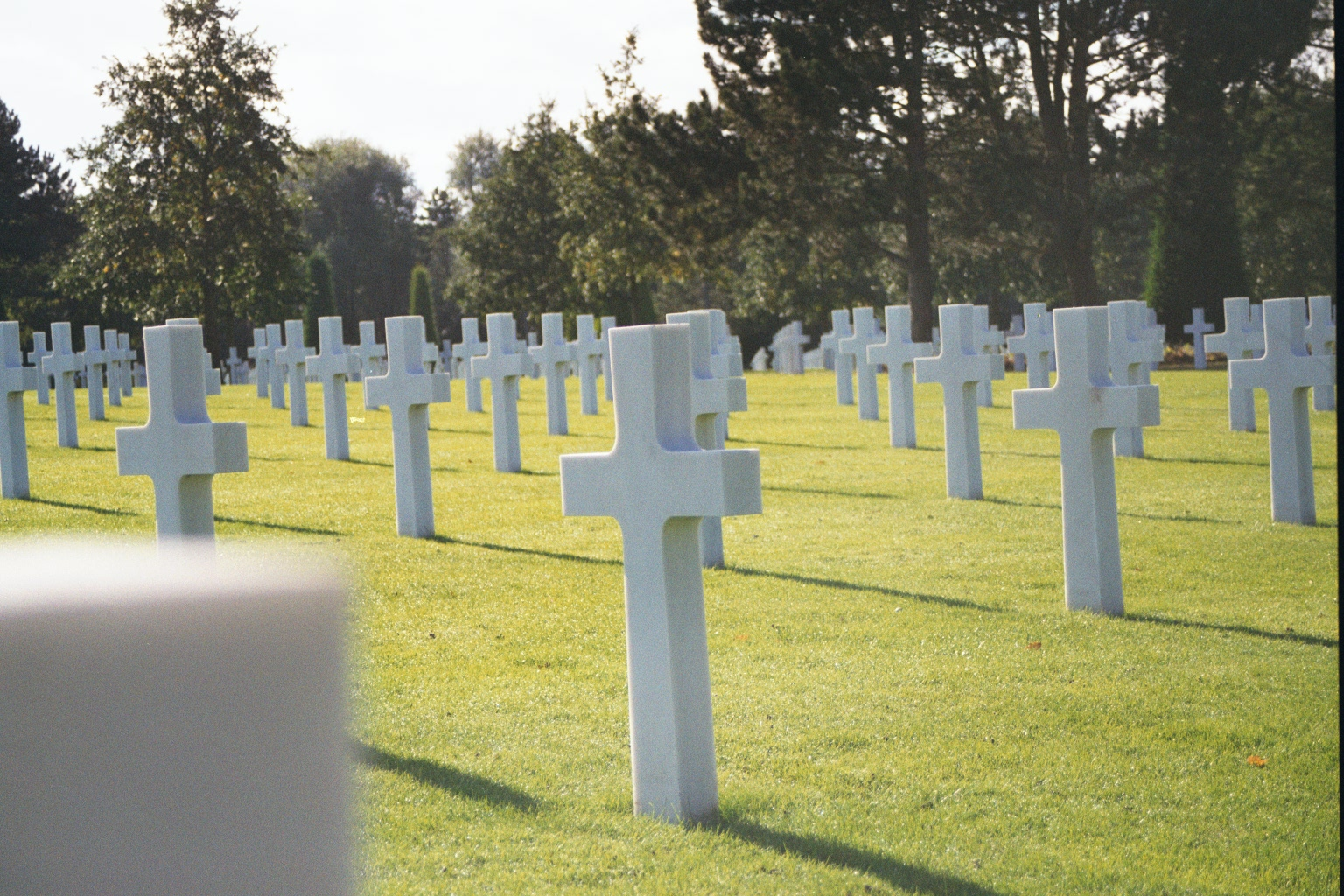
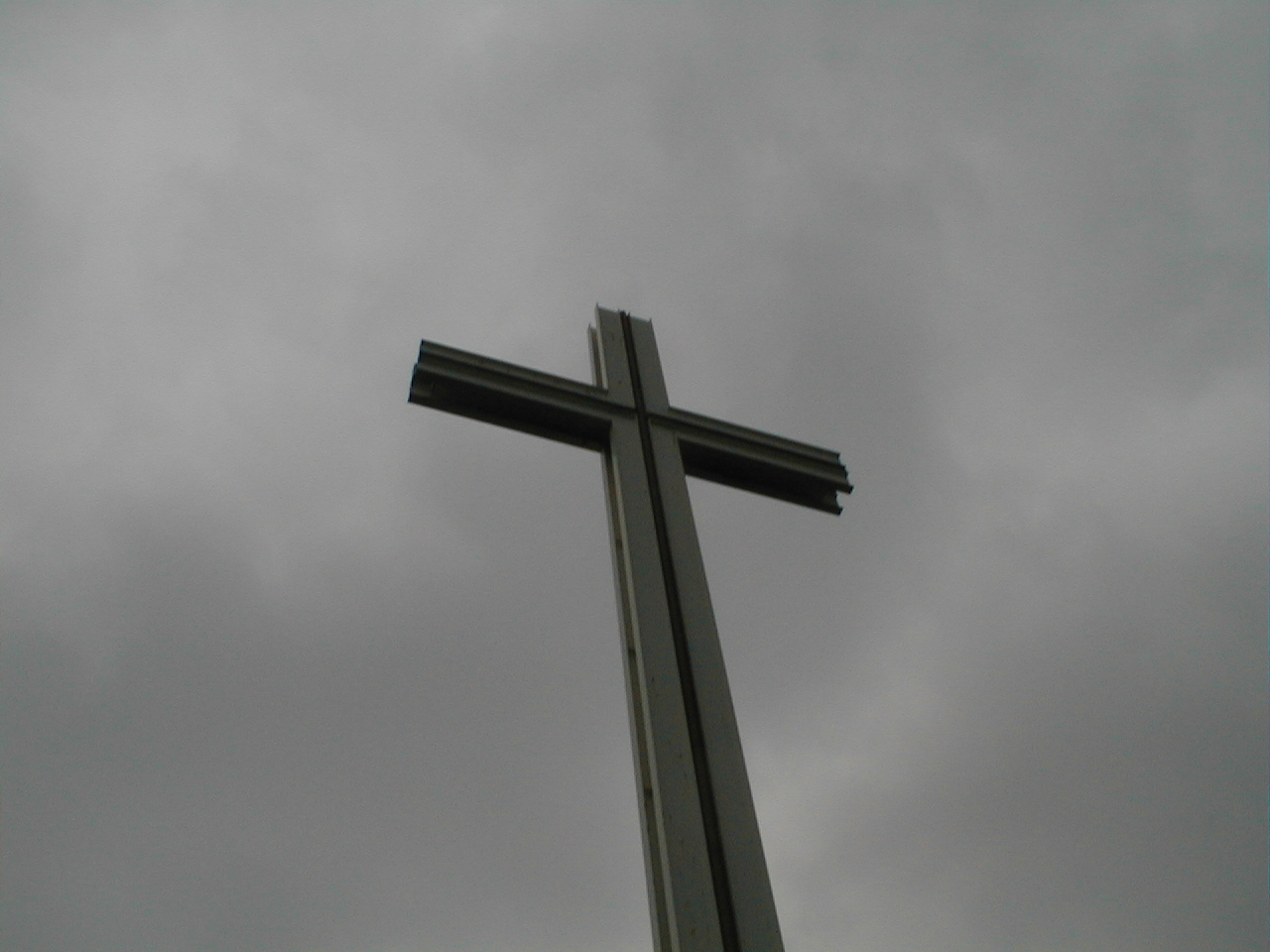
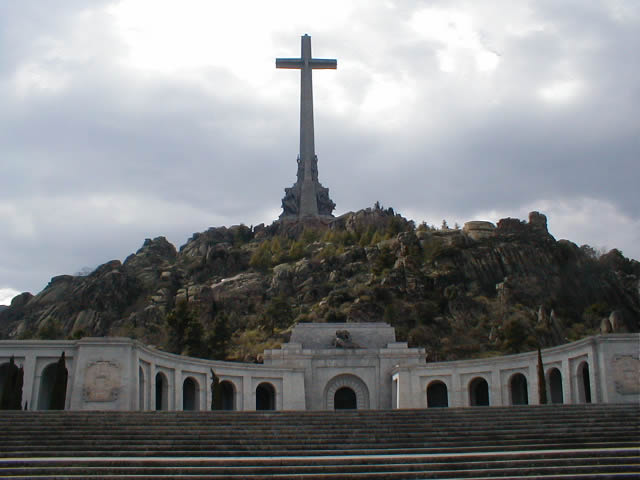
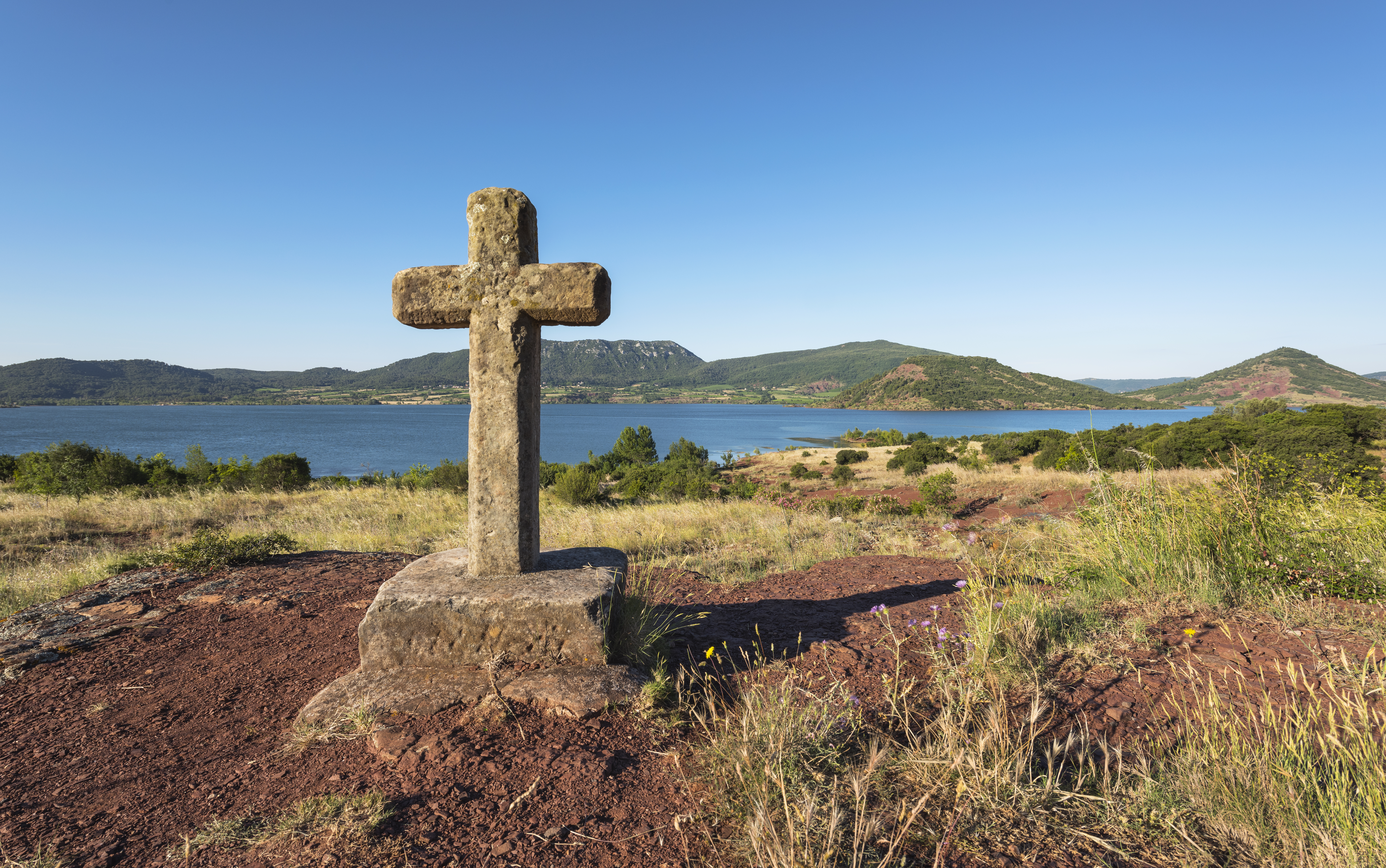
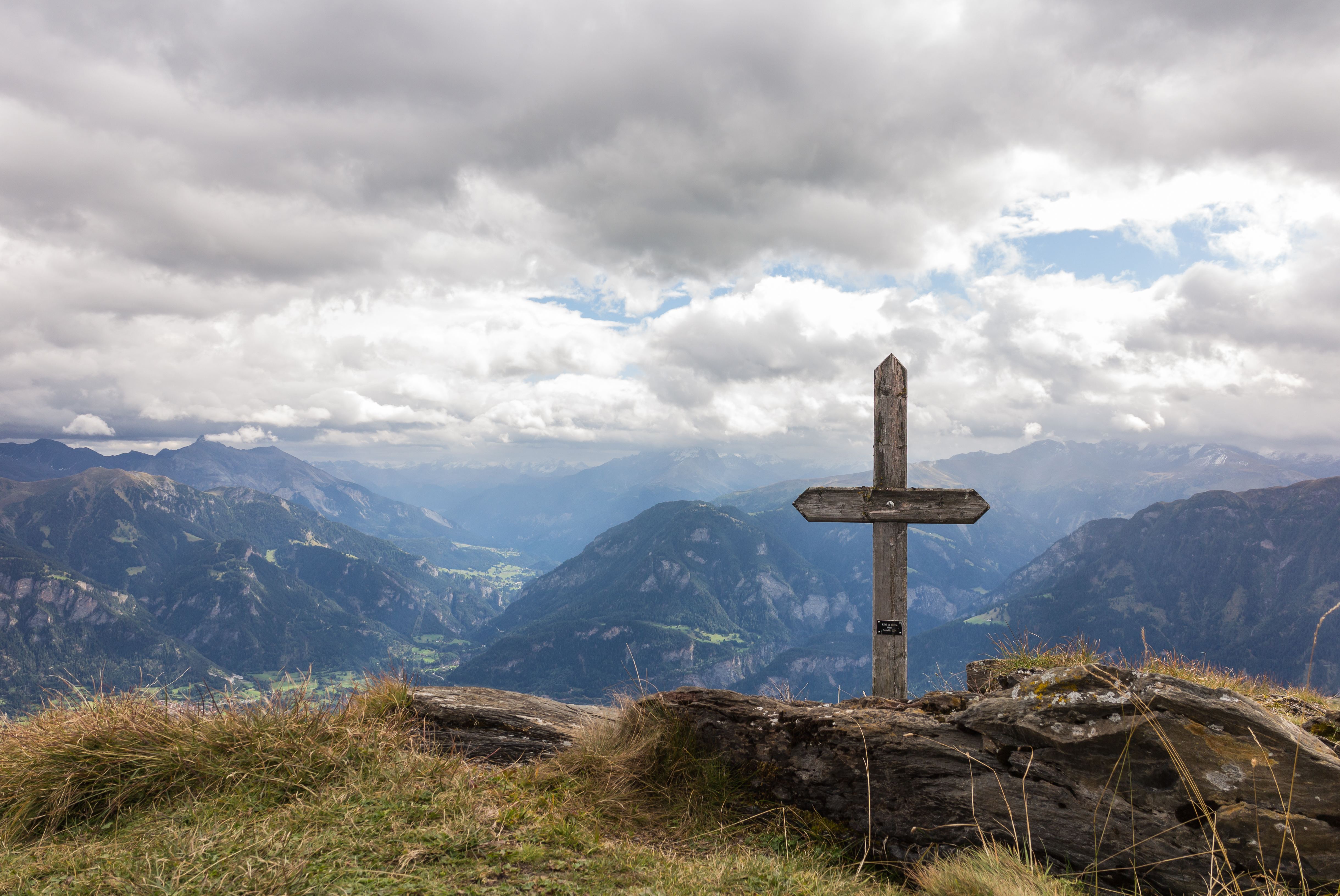

다양한 십자가 모양:

## 체스에서의 십자가
체스의 기물에서 킹의 꼭대기에 십자가가 붙어 있으며 이 십자가가 킹(king)과 퀸(queen)을 구별하는 요소이다

## 유니코드
라틴 십자가는 유니코드(U+271D ~ U+271F) 기호들로 입력할 수 있다.
| 유니코드 | 기호 |
| -------- | ---- |
| U+271D   | ✝    |
| U+271E   | ✞    |
| U+271F   | ✟    |

## 같이 보기
- 십자가형
- 예수의 십자가형
- 예수
- 베드로 십자(역십자)
- 스위스의 국기